# دریای سولو
دریای سولو (انگلیسی: Sulu Sea) در جنوب غربی کشور فیلیپین قرار گرفته‌است. جزیره پالاوان آن را از دریای چین جنوبی جدا می‌شود. تپه‌های مرجانی توباتا در این دریا قرار دارند.